# پراکندگی فراوانی نسبی
در زمینهٔ بوم‌شناسی،  پراکندگی فراوانی نسبی (به انگلیسی: Relative abundance distribution) یا پراکندگی فراوانی گونه‌ رابطه بین تعداد گونه‌های دیده‌شده در یک مطالعه میدانی را به عنوان تابعی از فراوانی دیده‌شده آن‌ها توصیف می‌کند. نمودارهایی که به این روش به دست می‌آیند، معمولاً با قانون زیف-مندلبرو هماهنگی دارند، که توان آن به عنوان شاخصی از تنوع زیستی در اکوسیستم مورد مطالعه عمل می‌کند.